# Rovajärvi (Gällivare socken, Lappland, 741941-177148)
Rovajärvi är en sjö i Gällivare kommun i Lappland och ingår i Kalixälvens huvudavrinningsområde. Sjön har en area på 0,0417 kvadratkilometer och ligger 110,2 meter över havet.

## Delavrinningsområde
Rovajärvi ingår i det delavrinningsområde (741893-177283) som SMHI kallar för Mynnar i Tvärån. Medelhöjden är 155 meter över havet och ytan är 17,88 kvadratkilometer. Det finns inga avrinningsområden uppströms utan avrinningsområdet är högsta punkten. Vattendraget som avvattnar avrinningsområdet har biflödesordning 4, vilket innebär att vattnet flödar genom totalt 4 vattendrag innan det når havet efter 136 kilometer. Avrinningsområdet består mestadels av skog (89 procent). Avrinningsområdet har 0,1 kvadratkilometer vattenytor vilket ger det en sjöprocent på 0,6 procent.